# 반탕 (몽골 음식)
반탕(몽골어: бантан)은 죽과 유사한 몽골 음식이다. 양고기와 밀가루를 넣어 만든다.

## 같이 보기
- 죽